# بايونفيل
بايونفيل هي بلدية فرنسية تقع في إقليم الأردين في منطقة غراند إيست. 

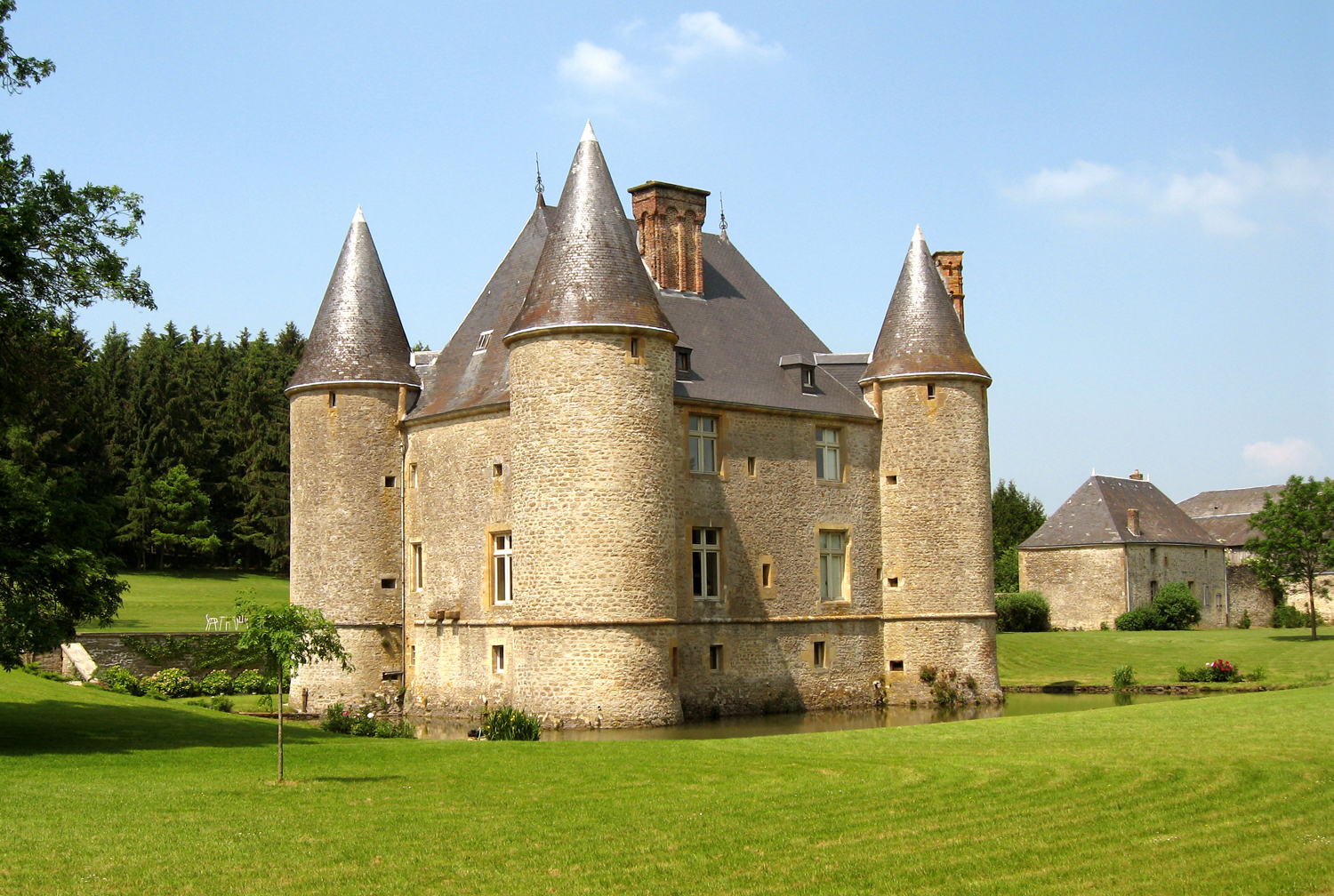
الواجهة الجنوبية الغربية.
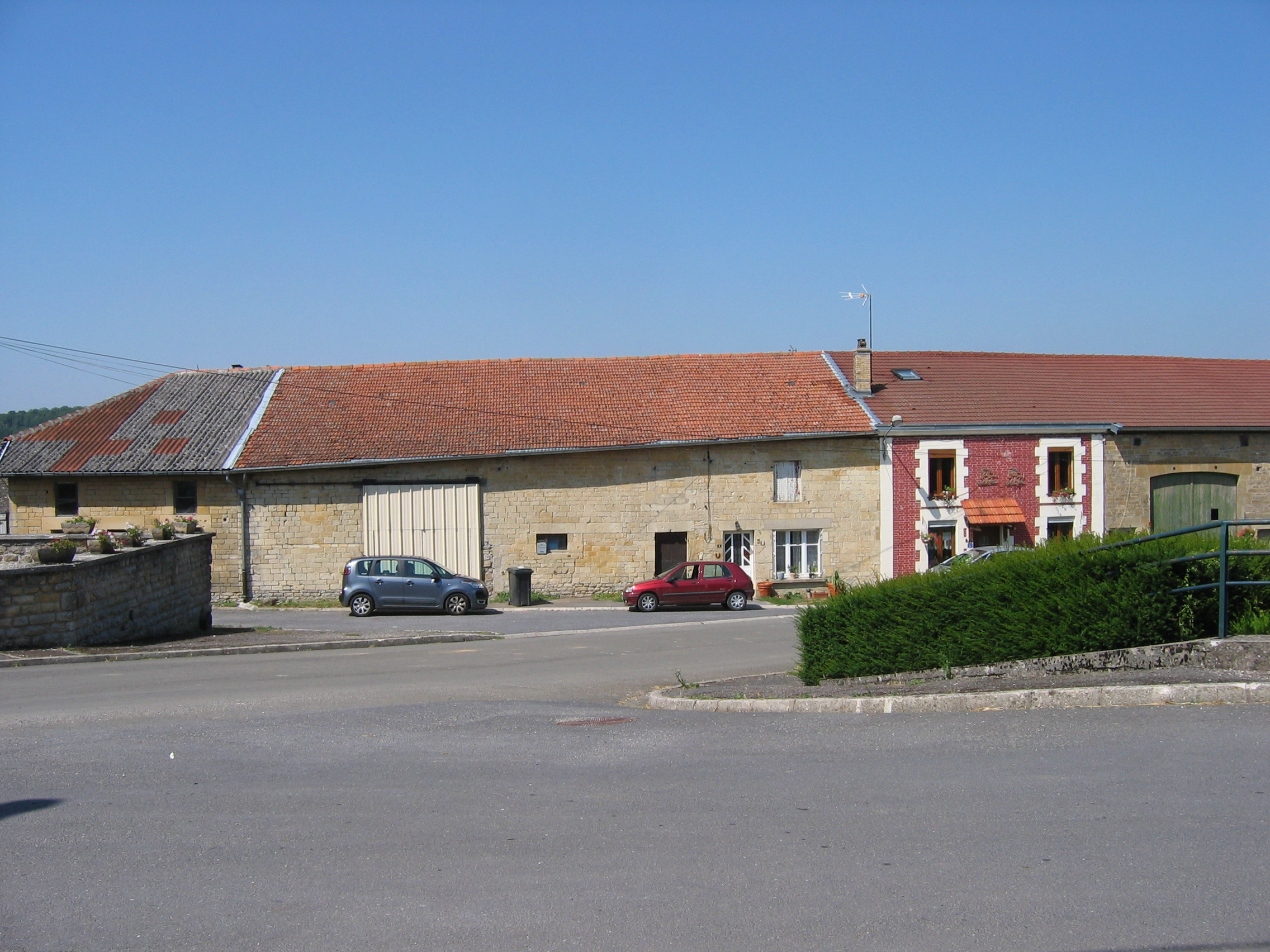
منظر للقرية.
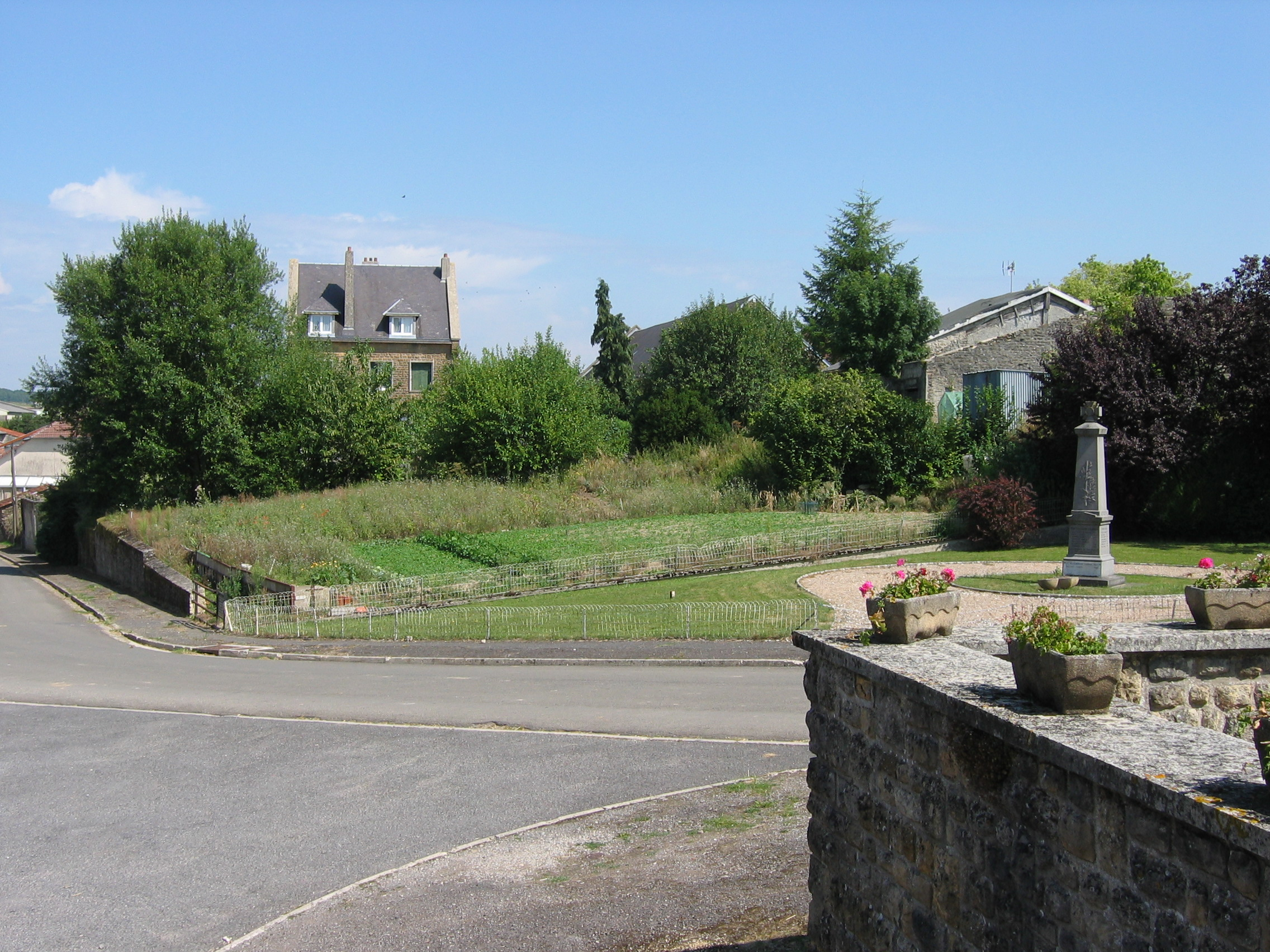
معلم أثري للموتى.